# Lüübnitsa
Lüübnitsa falu Észtországban. Põlva megye Mikitamäe községéhez tartozik. A település a Pszkovi-tó partján fekszik. Lakossága 2011-ben 58 fő volt. A falu a szetuk által lakott Setumaa (Szetuföld) néprajzi-kulturális tájegységen helyezkedik el.

## Népesség
A település népessége az utóbbi években az alábbi módon alakult:
| Lakosok száma | 58   | 71   | 72   |
|               | 2011 | 2019 | 2020 |